# نخل چین‌دانه
نخل چین‌دانه (نام علمی: Ptychococcus) نام یک سرده از تیره نخل است.